# Sonata para violín n.º 28 (Mozart)
La Sonata para violín n.º 28 en mi bemol mayor, K. 380/374f, fue compuesta por Wolfgang Amadeus Mozart en Viena en 1781. La obra fue publicada como Opus 2 junto con las sonatas KV 296, KV 376, KV 377, KV 378 y KV 379. Su interpretación suele durar unos veinte minutos.

## Estructura
Consta de tres movimientos:
1. Adagio
2. Allegro (sol menor)
3. Andantino cantabile